# Хусаїнов Галімзян Саліхович
Галімзян Саліхович Хусаїнов (рос. Галимзян Салихович Хусаинов, тат. Галимҗан Саліх ули Хөсәенев; * 27 червня 1937, село Нове Ішлайкіно Жовтневого району Татарської АРСР — † 5 лютого 2010, Москва) — радянський футболіст, лівий нападник. Заслужений майстер спорту СРСР (1967). Декілька років був капітаном московського «Спартака». Дворазовий чемпіон СРСР з футболу у складі московського «Спартака», срібний призер чемпіонату Європи та півфіналіст чемпіонату світу.
Почав свою кар'єру в куйбишевських «Крилах Рад», але популярність здобув завдяки виступам за «Спартак». За столичний клуб Хусаїнов грав з 1961 по 1973 роки.
Двічі виграв у складі «Спартака» чемпіонат СРСР — в 1962 і 1969 роках. Тричі нападник ставав володарем Кубка СРСР (у 1963, 1965 і 1971 роках). Хусаїнов за свою кар'єру забив 145 голів і став членом клубу Григорія Федотова. Після закінчення виступів Хусаїнов працював тренером.
За збірну СРСР Хусаїнов провів 33 матчі і забив чотири м'ячі. У складі національної команди форвард виграв срібло чемпіонату Європи 1964 року. Також Хусаїнов грав на чемпіонаті світу 1966 року, де збірна СРСР посіла четверте місце.

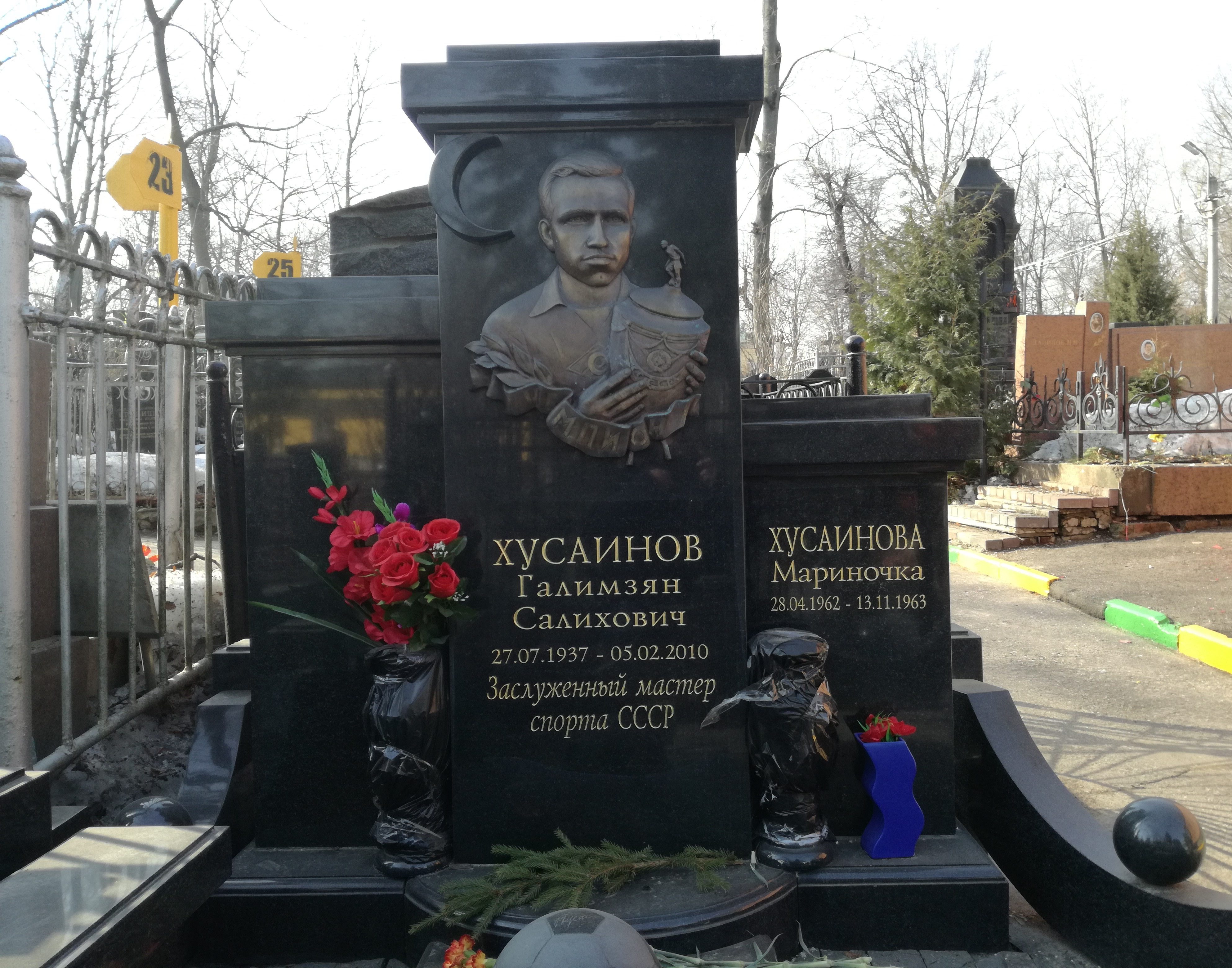

## Титули і досягнення
- Чемпіон СРСР: 1962, 1969
- Володар Кубка СРСР: 1963, 1965, 1971
- Віце-чемпіон Європи: 1964